# Embraer Lineage 1000
Embraer Lineage 1000 — реактивний літак бізнес-класу.
Уперше літак був представлений у травні 2006 року на Європейській авіаційній виставці літаків бізнес-класу в Женеві. Перший політ виконав 26 жовтня 2007 року.
Виробляється авіабудівної компанією Embraer, Бразилія.